# Samuel Salzborn
Samuel Salzborn (* 6. Mai 1977 in Hannover) ist ein deutscher Sozialwissenschaftler. Seit August 2020 ist er hauptamtlich Antisemitismusbeauftragter des Landes Berlin. Salzborns Forschungsschwerpunkte sind politische Theorie und Ideengeschichte, Demokratie- und Rechtsextremismusforschung, politische Soziologie und Methodenvermittlung.

## Leben
Aufgewachsen in Bad Münder und Hameln, studierte Salzborn Politikwissenschaft, Soziologie, Psychologie und Rechtswissenschaft an der Gottfried Wilhelm Leibniz Universität Hannover (Diplom-Sozialwissenschaftler 2001). Er wurde 2004 als Stipendiat der Hans-Böckler-Stiftung bei Christoph Butterwegge und Anton Pelinka (von der Universität Innsbruck) an der Universität zu Köln mit der politikwissenschaftlichen Dissertation Ethnisierung der Politik. Theorie und Geschichte des Volksgruppenrechts in Europa zum Dr. phil. promoviert und habilitierte sich 2009 im Fach Politikwissenschaft am Fachbereich Sozial- und Kulturwissenschaften der Justus-Liebig-Universität Gießen mit der durch Peter Schmidt, Klaus Fritzsche und Anton Pelinka begutachteten Arbeit Zur Politischen Theorie des Antisemitismus. Sozialwissenschaftliche Antisemitismus-Theorien im theoretischen und empirischen Vergleich. Danach war er Privatdozent und bis September 2023 außerplanmäßiger Professor in Gießen.
Lehr- bzw. Forschungsaufträge folgten an den Universitäten Marburg und Bielefeld (Gruppenbezogene Menschenfeindlichkeit) sowie Prag, Jerusalem und der Hessischen Hochschule für Polizei und Verwaltung. Er vertrat etwa die Professur für Demokratie- und Demokratisierungsforschung in Gießen und war Gastprofessor für politische Ideengeschichte an der Philipps-Universität Marburg.
2012 wurde er Professor für Grundlagen der Sozialwissenschaften am Institut für Politikwissenschaft der Georg-August-Universität Göttingen, außerdem stellvertretender Leiter des Instituts. Zu seinen akademischen Schülern gehörten dort u. a. Lars Geiges und Janne Mende. Ende 2015 erhielt er den Preis des Stiftungsrates der Universität für seinen internationalen Wissenstransfer auf den Feldern Demokratie, Rechtsextremismus, Kritik am Antisemitismus und Rassismus sowie zur Aufarbeitung der Tätigkeit der Staatssicherheit in Niedersachsen. Er war Sachverständiger der 2015 bis 2018 bestehenden Enquetekommission „Verrat an der Freiheit – Machenschaften der Stasi in Niedersachsen aufarbeiten“ des Niedersächsischen Landtages. Obwohl der Sozialwissenschaftliche Fakultätsrat im Dezember 2015 dafür plädiert hatte, verlängerte die Hochschulleitung den Vertrag nicht. Der Fachschaftsrat protestierte in einem offenen Brief dagegen und sprach von einer „politischen Motivation“. Universitätspräsidentin Ulrike Beisiegel begründete das Vorgehen damit, dass eine Verlängerung bei einer Erstberufung wie im Falle Salzborns nach Niedersächsischem Hochschulgesetz nicht zulässig sei, was sie bedauere. Dem widersprach das Niedersächsische Wissenschaftsministerium: Die Universität hätte Salzborn gemäß Niedersächsischem Hochschulgesetz im Rahmen der Selbstverwaltung der Hochschulen als „Ausnahmefall“ dauerhaft berufen können.
Von Oktober 2017 bis 2019 lehrte er als Gastprofessor am Zentrum für Antisemitismusforschung  der TU Berlin.
2020 wurde Salzborn Antisemitismusbeauftragter des Landes Berlin. Er übernahm das Amt von dem bisherigen kommissarischen Beauftragten Lorenz Korgel.
Salzborn war Vertrauensdozent der gewerkschaftsnahen Hans-Böckler-Stiftung, Associated Fellow am Lichtenberg-Kolleg (Göttingen) und Mitglied der Redaktion der Politischen Vierteljahresschrift. Außerdem ist er Herausgeber in den Buchreihen „Interdisziplinäre Antisemitismusforschung/Interdisciplinary Studies on Antisemitism“, „Staat – Souveränität – Nation. Beiträge zur aktuellen Staatsdiskussion“ und „Politische Kulturforschung“.
Er publizierte u. a. in INDES – Zeitschrift für Politik und Gesellschaft, in der Zeitschrift für Politik und  in den Blättern für deutsche und internationale Politik, der Bahamas sowie in der Jungle World ,als deren Korrespondent er tätig war, und in der Jüdischen Allgemeinen.

## Positionen
Zum Thema „Nichtaufarbeitung des Nationalsozialismus“ erschien im Jahre 2020 sein Buch Kollektive Unschuld. Die Abwehr der Shoah im deutschen Erinnern. Salzborn schreibt, dass im bundesdeutschen Selbstbild immer schon die Geschichte der Schuld- und Erinnerungsabwehr, der Täter-Opfer-Umkehr, der Selbststilisierung als Opfer und der antisemitischen Projektion ausgeblendet worden sei. Eine (selbst-)kritische Aufarbeitung der Vergangenheit habe auch 75 Jahre nach der Niederschlagung des Nationalsozialismus auf gesellschaftlicher Ebene kaum stattgefunden: Durch die Abwehr der Shoah im deutschen Erinnern manifestiere sich vielmehr ein Selbstbild, das um den Mythos kollektiver Unschuld kreist. Die Aufarbeitung der NS-Vergangenheit, der Abschied vom eigenen Opfermythos und die Auseinandersetzung mit der antisemitischen Täterschaft in so gut wie allen Familiengeschichten der Bundesrepublik seien die größte Lebenslüge der Bundesrepublik: der Glaube an eine tatsächliche Aufarbeitung der Vergangenheit.
Salzborn kritisiert, dass es öffentlich wie privat einen konsensartigen Bezug auf einen deutschen Opfermythos von Beginn an gegeben habe. Dies beginne in den frühen Debatten im Deutschen Bundestag um die Frage der Straffreiheitsgesetze von 1954 und in den Selbstinszenierungen besonders in Spielfilmen der 50er- und 60er-Jahre, wie Hunde, wollt ihr ewig leben, Des Teufels General, Die Brücke und anderen. Teilweise wurde es erst gebrochen durch die Serie Holocaust – Die Geschichte der Familie Weiss und später durch Schindlers Liste und Das Leben ist schön, aber auch massiv zurückgeworfen durch Die Gustloff, Der Untergang, Unsere Mütter, unsere Väter oder (K. Erik Franzen / Hans Lemberg 2001) Die Vertriebenen. Hitlers letzte Opfer.

## Schriften (Auswahl)
Monografien
- Grenzenlose Heimat. Geschichte, Gegenwart und Zukunft der Vertriebenenverbände (= Antifa-Edition). Elefanten Press, Berlin 2000, ISBN 3-88520-770-2.
- Heimatrecht und Volkstumskampf. Außenpolitische Konzepte der Vertriebenenverbände und ihre praktische Umsetzung. Mit einem Vorwort von Wolfgang Kreutzberger, Offizin, Hannover 2001, ISBN 3-930345-28-5.
- mit Christoph Butterwegge, Janine Cremer, Alexander Häusler, Gudrun Hentges, Thomas Pfeiffer, Carolin Reißlandt: Themen der Rechten – Themen der Mitte. Zuwanderung, demografischer Wandel und Nationalbewusstsein. Leske + Budrich, Opladen 2002, ISBN 3-8100-3419-3.
- Ethnisierung der Politik. Theorie und Geschichte des Volksgruppenrechts in Europa (= Campus Forschung. Bd. 880). Campus, Frankfurt am Main u. a. 2005, ISBN 3-593-37879-5.
- Geteilte Erinnerung. Die deutsch-tschechischen Beziehungen und die sudetendeutsche Vergangenheit (=  Die Deutschen und das östliche Europa. Bd. 3). Lang, Frankfurt am Main u. a. 2008, ISBN 978-3-631-57308-2.
- Antisemitismus als negative Leitidee der Moderne. Sozialwissenschaftliche Theorien im Vergleich. Campus, Frankfurt am Main u. a. 2010, ISBN 978-3-593-39187-8.
- Demokratie. Theorien, Formen, Entwicklungen (= UTB. 3782). Nomos (UTB), Baden-Baden 2012, ISBN 978-3-8252-3782-0.
- Sozialwissenschaften zur Einführung (= Zur Einführung). Junius, Hamburg 2013, ISBN 978-3-88506-077-2.
- Rechtsextremismus. Erscheinungsformen und Erklärungsansätze (= UTB. 4162). Nomos (UTB), Baden-Baden 2014, ISBN 978-3-8252-4162-9. (2. Auflage 2015)
- Antisemitismus. Geschichte, Theorie, Empirie (= Interdisziplinäre Antisemitismusforschung. Bd. 1). Nomos, Baden-Baden 2014, ISBN 978-3-8487-1113-0.
- Kampf der Ideen. Die Geschichte politischer Theorien im Kontext. Nomos, Baden-Baden 2015, ISBN 978-3-8487-2324-9.
- Angriff der Antidemokraten. Die völkische Rebellion der neuen Rechten. Beltz Juventa, Weinheim, Basel 2017, ISBN 978-3-7799-3674-9.
- Globaler Antisemitismus. Eine Spurensuche in den Abgründen der Moderne. Beltz Juventa, Weinheim, Basel 2018, ISBN 978-3-7799-3855-2.
- Kollektive Unschuld. Die Abwehr der Shoah im deutschen Erinnern. Hentrich & Hentrich Verlag, Berlin/Leipzig 2020, ISBN 978-3-95565-359-0.
- Antisemitismustheorien. Springer VS, Wiesbaden 2022, ISBN 978-3-658-38694-8.
- Wehrlose Demokratie? Antisemitismus und die Bedrohung der politischen Ordnung. Hentrich & Hentrich Verlag, Leipzig 2024, ISBN 978-3-95565-642-3.[22]

Herausgeberschaften
- Minderheitenkonflikte in Europa. Fallbeispiele und Lösungsansätze. StudienVerlag, Innsbruck-Wien-Bozen 2006, ISBN 978-3-7065-4181-7.
- Politische Kultur. Forschungsstand und Forschungsperspektiven (= Politische Kulturforschung. Bd. 1). Lang, Frankfurt am Main u. a. 2009, ISBN 978-3-631-58019-6.
- Kritische Theorie des Staates. Staat und Recht bei Franz L. Neumann (= Staatsverständnisse. Bd. 25). Nomos, Baden-Baden 2009, ISBN 978-3-8329-4523-7.
- mit Rüdiger Voigt: Souveränität. Theoretische und ideengeschichtliche Reflexionen (= Staatsdiskurse. Bd. 10). Steiner, Stuttgart 2010, ISBN 978-3-515-09735-2.
- Der Staat des Liberalismus. Die liberale Staatstheorie von John Locke (= Staatsverständnisse. Bd. 31). Nomos, Baden-Baden 2010, ISBN 978-3-8329-4500-8.
- mit Hans-Christian Petersen: Antisemitism in Eastern Europe. History and present in comparison (= Politische Kulturforschung. Bd. 5). Lang, Frankfurt am Main u. a. 2010, ISBN 978-3-631-59828-3.
- Staat und Nation. Die Theorien der Nationalismusforschung in der Diskussion (= Staatsdiskurse. Bd. 13). Steiner, Stuttgart 2011, ISBN 978-3-515-09806-9.
- mit Eldad Davidov, Jost Reinecke: Methods, theories, and empirical applications in the social sciences. Festschrift for Peter Schmidt. Springer VS, Wiesbaden 2012, ISBN 978-3-531-17130-2.
- „... ins Museum der Altertümer“. Staatstheorie und Staatskritik bei Friedrich Engels (=  Staatsverständnisse. Bd. 47). Nomos, Baden-Baden 2012, ISBN 978-3-8329-5797-1.
- Klassiker der Sozialwissenschaften. 100 Schlüsselwerke im Portrait. Springer VS, Wiesbaden 2014, ISBN 978-3-658-03473-3.
- mit Dana Ionescu: Antisemitismus in deutschen Parteien (= Interdisziplinäre Antisemitismusforschung. Bd. 2). Nomos, Baden-Baden 2014, ISBN 978-3-8487-0555-9.
- Zionismus. Theorien des jüdischen Staates (= Staatsverständnisse. Bd. 76). Nomos, Baden-Baden 2015, ISBN 978-3-8487-1699-9.
- mit Holger Zapf: Krieg und Frieden. Kulturelle Deutungsmuster (= Politische Kulturforschung. Bd. 10). Lang, Frankfurt am Main 2015, ISBN 978-3-631-65182-7.
- Antisemitismus seit 9/11. Ereignisse, Debatte, Kontroversen, Nomos, Baden-Baden 2019, ISBN 978-3-8487-5417-5.
- Schule und Antisemitismus. Politische Bestandsaufnahme und pädagogische Handlungsmöglichkeiten. Beltz Juventa, Weinheim, Basel, 2020, ISBN 978-3-7799-6259-5.
- Monumentaler Antisemitismus? Das Berliner Olympiagelände in der Diskussion. Nomos, Baden-Baden 2024, ISBN 978-3-7560-0633-5.